# Barleria pretoriensis
Barleria pretoriensis är en akantusväxtart som beskrevs av C. B. Cl.. Barleria pretoriensis ingår i släktet Barleria och familjen akantusväxter. Inga underarter finns listade i Catalogue of Life.